# Вільнюський технічний університет Гедиміна
Вільнюський технічний університет Гедиміна (лит. Vilniaus Gedimino technikos universitetas) — державна вища школа, друга в Литві за розміром і науковим рівнем після Вільнюського університету. Нині тут навчається приблизно 16 тисяч студентів. Набір в бакалавріат становить 2 000 на рік на інженерні спеціальності та 500 на економічні та гуманітарні.